# Horušice

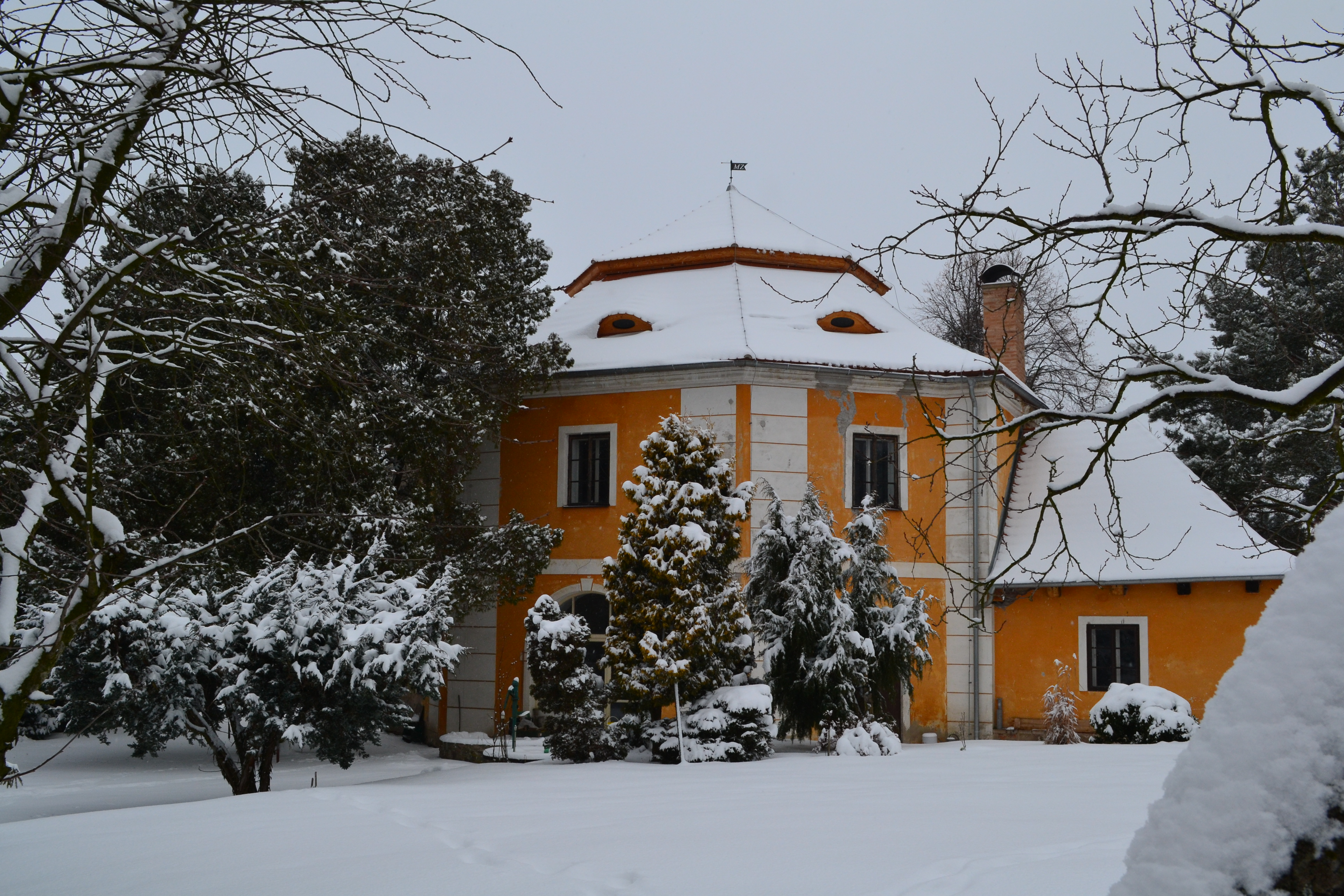
Zisterzienserresidenz Horušice

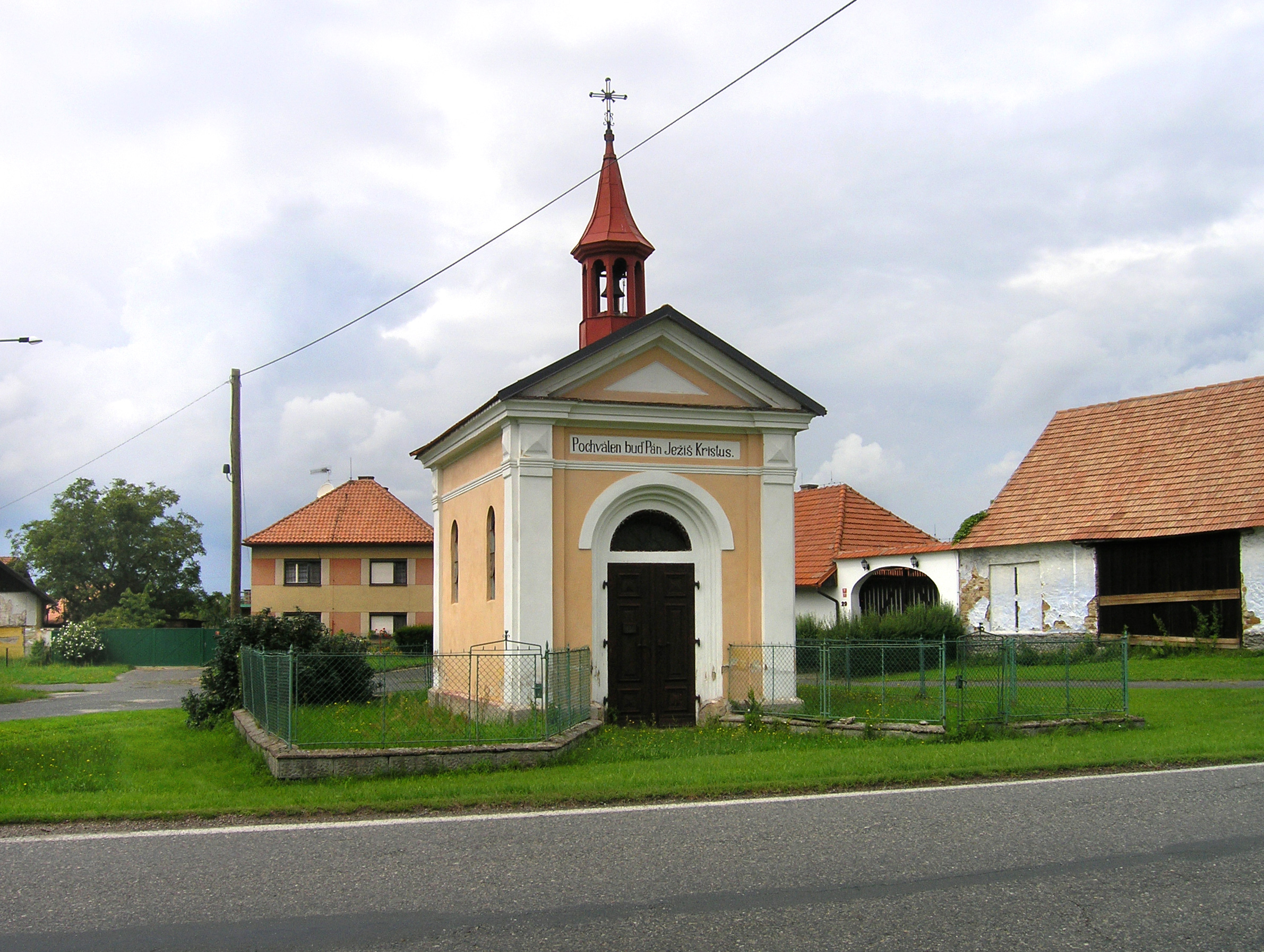
Kapelle auf dem Dorfplatz

Horušice (deutsch Horuschitz) ist eine Gemeinde  in Tschechien. Sie liegt 13 Kilometer nordöstlich des Stadtzentrums von Kutná Hora und gehört zum Okres Kutná Hora.

## Geographie
Horušice befindet sich am Fuße der zum Eisengebirge (Železné hory) gehörigen Chvaletická hornatina (Chwaletitzer Hügelland) in der Čáslavská kotlina (Czaslauer Becken). Nördlich erhebt sich die Oklika (308 m n.m.). Durch den Ort verläuft die Straße II/338 zwischen Čáslav und Chvaletice.
Nachbarorte sind Chvaletice und Hornická Čtvrť im Norden, Zbraněves, Zdechovice und Katovna im Nordosten, Morašice und Litošice im Osten, Hajný, Podlesí und Svobodná Ves im Südosten, Horka I und Borek im Süden, Žehušice und Rohozec im Südwesten, Sulovice im Westen sowie Bernardov im Nordwesten.

## Geschichte
Die erste schriftliche Erwähnung von Horussic erfolgte 1169 in einer Urkunde des Klosters Sedletz als klösterlicher Besitz. Im Jahre 1453 wurde der Ort als Horussicze bezeichnet. Seit 1544 besaß die Herrschaft Žehušice einen Anteil von Horušice, der größte Teil des Dorfes gehörte weiterhin dem Zisterzienserkloster Sedletz. 1737 bestand Horušice aus 47 Häusern, von denen 29 nach Sedlec und 18 nach Žehušice untertänig waren. Der klösterliche Anteil fiel 1783 im Zuge der Aufhebung des Klosters dem Religionsfonds zu, er wurde 1819 an Karl Philipp zu Schwarzenberg verkauft. 1787 wurde das Dorf Horuschitz genannt, später folgten die Namensformen Horuschic, Horušitz, Horušic und seit 1860 Horušice.
Im Jahre 1840 bestand Horuschitz bzw. Horussice aus 50 Häusern, in denen 358 Personen lebten. Davon gehörten 32 Häuser zur Herrschaft Sehuschitz (Grafen von Thun und Hohenstein) und 18 zur Herrschaft Sedletz (Fürsten zu Schwarzenberg). Pfarrort war Zdechowitz.
Nach der Aufhebung der Patrimonialherrschaften bildete Horušice ab 1849 mit dem Ortsteil Zbraněves eine Gemeinde im Gerichtsbezirk Časlau. Im Jahre 1867 hatte Horušice 459 Einwohner. Ab 1868 gehörte die Gemeinde zum Bezirk Časlau. 1881 wurde in Horušice eine Schule eröffnet, zuvor fand der Unterricht in Horka statt. 1899 wurde ein neues Schulgebäude errichtet.
1949 wurde die Gemeinde dem Okres Přelouč zugewiesen. Im Zuge der Gebietsreform von 1960 wurde der Okres Přelouč aufgehoben; Horušice wurde dem Okres Kutná Hora zugeordnet. 1964 erfolgte die Auflösung der Gemeinde; Horušice wurde nach Žehušice eingemeindet, Zbraněves wurde der Gemeinde Zdechovice im Okres Pardubice als Ortsteil zugeschlagen. Die Schule in Horušice wurde 1965 geschlossen. 1967 wurden um Horušice ausgedehnte Obstplantagen angelegt. Seit dem 24. November 1990 bildet Horušice wieder eine eigene Gemeinde. Beim Zensus von 2001 hatte die Gemeinde 187 Einwohner.

## Gemeindegliederung
Für die Gemeinde Horušice sind keine Ortsteile ausgewiesen.

## Sehenswürdigkeiten
- Barocke Zisterzienserresidenz am östlichen Ortsrand, erbaut in der Mitte des 18. Jahrhunderts, das von hohen Mauern mit einem Kreuzgang umgebene Gebäude mit Hauskapelle wurde seit der Aufhebung des Klosters Sedlec als Hegerhaus genutzt. Es ist als Kulturdenkmal geschützt.
- Statue des hl. Johannes von Nepomuk an der Südseite der Zisterzienserresidenz, geschaffen 1740
- Kapelle auf dem Dorfplatz, geweiht 1905, Kulturdenkmal
- Kreuz auf dem Dorfplatz, es wurde vor 1800 errichtet, nachdem das Kulturdenkmal im Januar 2002 umgefahren worden war, wurde es wiederhergestellt und an neuer Stelle aufgestellt
- Chaluppe Nr. 10, erbaut zum Ende des 18. Jahrhunderts, Kulturdenkmal
- gezimmerte Chaluppe Nr. 12, erbaut zu Beginn des 19. Jahrhunderts, Kulturdenkmal
- Kampelička, das Gebäude der örtlichen Darlehnskasse entstand nach dem Ersten Weltkrieg, Kulturdenkmal